# حروب الفرس والرومان بين عامي 337- 361
حروب الفرس والرومان بين عامي 337- 361، هي عبارة عن سلسلة من النزاعات العسكرية بين الإمبراطورية الرومانية والإمبراطورية الساسانية بين عامي 337- 361. جاءت هذه النزاعات كنتيجة للعدوان طويل الأمد بين القوى المتنافسة على النفوذ في المملكتين الحدوديتين أرمينيا وإيبيريا، وكذلك بسبب رغبة سابور الثاني، بعد حملته على شبه الجزيرة العربية، بإلغاء الشروط غير المواتية لمعاهدة نصيبين، التي أنهت الحرب السابقة بين الإمبراطوريتين. على الرغم من هزيمة الرومان بقيادة قسطنطين الثاني في العديد من المواجهات الدموية، لم يتمكن سابور من تحقيق انتصار حاسم.

## الأحداث

### الحرب الأولى: 337- 350
أرسل الإمبراطور قسطنطين الثاني ابنه قسطنطيوس في عام 335، في مهمة الاستعداد للحملة ضد الإمبراطورية الساسانية. جند قسطنطيوس جنودًا جدد وأعاد تجنيد القدامى منهم، وأجرى العديد من التدريبات العسكرية وعمل على تأمين المخازن والإمدادات. لاحظ الساسانيون هذ التحضيرات. أرسل سابور الثاني في عام 336 جنراله نارسيس لغزو أرمينيا. مع ذلك، هُزم نارسيس في وقت لاحق وقُتل. بعد وفاة الإمبراطور قسطنطين، حاصر سابور نصيبين، التي كانت تُعتبر حينها البوابة إلى بلاد ما بين النهرين. بعد مرور ستين يومًا، لم يقترب حتى من الاستيلاء على نصيبين بسبب الطاعون الذي أعاق جيشه، فرفع الحصار وعاد إلى بلاد فارس. على الرغم من أنه خسر في نصيبين، إلا أن سابور بدأ بجمع الجزية من الملك الأرمني خوسروف بدءًا من العام 345/6.
في عام 343/344، التقى قسنطيوس قوات سابور بالقرب من سينجارا أو ألاينا، وتاريخ هذه المعركة غير مؤكد، حتى أن المصادر تنقسم فيما بينها حول المنتصر في المعركة. تذكر بعض المصادر انتصار الساسانيين، بينما البعض الآخر يذكر النصر الروماني، وهناك عدد منها يذكر النصر الروماني البيروسي.
حاصر سابور نصيبين في عام 346/7 مرة ثانية، وصُد هذا الحصار.
غزت الجيوش الساسانية في عام 348، بلاد ما بين النهرين وسارت حتى سيجارا. كانت المدينة المحصنة إما محاصرة أو مطوقة. بينما كان الساسانيون يخيمون حول سينجارا، شن الرومان غارة ليلية على معسكرهم، مما أسفر عن قتل العديد من جنود الساسانيين خلال نومهم. تراجع جيش الساسانيين إلى مناطقه.
حاصر سابور في عام 350 نصيبين للمرة الثالثة. تحطمت سدود نهر جقجق، الذي يمر بالقرب من الوادي الذي تقع فيه نصيبين، مما أدى إلى فيضان الوادي. عندما امتلأ السهل بالماء وصولًا إلى جدران المدينة، انطلق اسطول الساسانيين ووصل إلى الأسوار. انهار جزء من الجدران، فانسحب جزء من أساطيل الساسانيين استعدادًا للهجوم. غرق الهجوم الذي شُن بدعم من فيلة الحرب الساسانية في المياه الموحلة التي شكلتها البحيرة، مما أجبر سابور على التراجع. خلال ليلة واحدة، أصلح المدافعون الجدران، جنبًا إلى جنب مع أخبار غزوات الهون للمقاطعات الشرقية، مما أجبر سابور على وقف الأعمال العدائية ضد روما.
حدث اغتصاب ماغننتيوس للحكم في نفس وقت انشغال قسطنطيوس الذي ترك ابن عمه غالوس للدفاع عن الشرق.